# Barth Seamount
Koordinaten: 62° 48′ S, 41° 25′ W
Der Barth Seamount ist ein Tiefseeberg im antarktischen Weddell-Meer. Er liegt südlich der Südlichen Orkneyinseln.
Die Benennung nahmen russische Wissenschaftler vor.